# Lorena Andrea
Lorena Andrea (* 12. April 1994 in London, England) ist eine britische Schauspielerin.

## Leben
Lorena Andrea wurde am 12. April 1994 in London als Tochter einer Spanierin und eines Kolumbianers geboren. Sie wuchs in London auf, wo sie die ersten Lebensjahre ihrer Kindheit verbrachte. Sie hat eine Schwester. Sie wuchs multilingual mit Englisch und Spanisch auf. Als Teenagerin lebte sie für drei Jahre in Spanien, zog dann aber wieder zurück nach England. Zuvor war sie jährlich zu Besuch in Spanien und alle zwei bis drei Jahre folgte ein längerer Aufenthalt in Kolumbien, zumeist über Weihnachten. Mit zwölf Jahren schwamm sie erfolgreich auf Juniorenebene und hatte den Traum, an den Olympischen Spielen teilzunehmen, letztendlich entschied sie sich allerdings für das Schauspiel.
Erste Erfahrungen im Filmschauspiel sammelte sie ab 2015 bis einschließlich 2016 in einer Reihe von Kurzfilmen. Ihr Spielfilmdebüt machte sie 2017 im Film Papillon. Im selben Jahr hatte sie außerdem Besetzungen in den Filmen House on Elm Lake und Unhinged – Verstört und ausgehungert sowie im Kurzfilm Grace of Mine. 2018 folgte eine Nebenrolle in Jesters, 2019 in No Man’s Land. Von 2020 bis 2022 verkörperte sie im Netflix Original Warrior Nun in insgesamt 17 Episoden die Rolle der Nonne Schwester Lilith. Als Nächstes spielte sie Nebenrollen in zwei Realverfilmungen bekannter  Disney-Klassiker. In Arielle, die Meerjungfrau (2023) spielte sie eine von Arielles Schwestern, Perla, und in Schneewittchen (2025) übernahm sie die Rolle von Schneewittchens Mutter.

## Filmografie
- 2015: Lia (Kurzfilm)
- 2016: Salaam-StDenis2015 (Kurzfilm)
- 2016: Lithium (Kurzfilm)
- 2016: Signs of Silence (Kurzfilm)
- 2017: Papillon
- 2017: House on Elm Lake
- 2017: Unhinged – Verstört und ausgehungert (Unhinged)
- 2017: Grace of Mine (Kurzfilm)
- 2018: Jesters
- 2019: No Man’s Land
- 2020–2022: Warrior Nun (Fernsehserie, 17 Episoden)
- 2020: Infamous Six
- 2023: Arielle, die Meerjungfrau (The Little Mermaid)
- 2025: Schneewittchen (Snow White)